# Лекарственне (Новосибірська область)
Лекарственне (рос. Лекарственное) — село у Тогучинському районі Новосибірської області Російської Федерації.
Входить до складу муніципального утворення Мирновська сільрада. Населення становить 728 осіб (2010).

## Історія
Згідно із законом від 2 червня 2004 року органом місцевого самоврядування є Мирновська сільрада.

## Населення
| 2002 | 2007 | 2010 |
| ---- | ---- | ---- |
| 811  | ↗952 | ↘728 |